# Gimlé
Gimlé (« endroit protégé du feu » en vieux norrois), parfois écrit Gimli comme en islandais, est, dans la mythologie nordique, le lieu où vivront les hommes bons et vertueux après le Ragnarök.
La voyante de la Völuspá raconte la destruction du monde, puis sa renaissance. Elle évoque les dieux qui vivront après le Ragnarök, puis :

« Elle voit une salle se dresser

Plus belle que le soleil,

Couverte d'or,

À Gimlé :

C'est là que les fidèles

Troupes vont habiter

Et pour l'éternité

Jouiront du bonheur. »

— Völuspá (64), traduction de Régis Boyer.
Selon certains chercheurs, cette strophe est l'une des illustrations de l'influence chrétienne dans la Völuspá. Gabriel Turville-Petre rapproche ainsi Gimlé de la nouvelle Jérusalem de l'Apocalypse. 
Dans la Gylfaginning, Snorri Sturluson cite cette strophe et développe le parallèle avec la conception chrétienne du paradis. C'est dans cette salle, la plus belle de toutes, que les hommes bons et vertueux vivront pour l'éternité auprès de leur créateur, Allföd (« père de tous »), tandis que les méchants iront à Hel puis à Niflhel (3). Le Ragnarök est ainsi identifié au Jugement dernier. Snorri situe Gimlé à l'extrémité méridionale du ciel, dans le troisième ciel, concept également issu du christianisme (17). En attendant le Ragnarök, Gimlé est habitée par les Alfes lumineux (17), qui sont peut-être identiques aux anges. 
Snorri mentionne deux autres demeures où vivront les hommes justes : Brimir et Sindri (52). Par ailleurs, dans un chapitre, il assimile Gimlé à Vingólf (3).
Gimlé n'est mentionné dans aucune autre source, et le nom a peut-être été inventé par l'auteur de la Völuspá ou son entourage.